# 1553
Відродження •  Реформація •  Доба великих географічних відкриттів •  Ганза

## Геополітична ситуація
Османську державу очолює Сулейман I Пишний (до 1566). Імператором Священної Римської імперії є Карл V Габсбург (до 1555). У Франції королює Генріх II Валуа (до 1559).
Середню частину Апеннінського півострова займає Папська область. Неаполітанське королівство на півдні захопила Іспанія. Венеційська республіка залишається незалежною, Флорентійське герцогство, Генуя та герцогство Міланське входять до складу Священної Римської імперії.
Іспанським королівством править Карл I (до 1555). В Португалії королює Жуан III Благочестивий (до 1557).
Королевою Англії є Марія I Тюдор (до 1558). Королем Данії та Норвегії — Кристіан III (до 1559). Королем Швеції — Густав I Ваза (до 1560). Королем Угорщини та Богемії є римський король Фердинанд I Габсбург (до 1564). Королем Польщі та Великим князем литовським є Сигізмунд II Август (до 1572). Московське князівство очолює Іван IV (до 1575).
Галичина входить до складу Польщі. Волинь та Придніпров'я належить Великому князівству Литовському.
На заході євразійських степів існують Кримське ханство, Астраханське ханство, Ногайська орда. Єгиптом володіють турки. Шахом Ірану є сефевід Тахмасп I. У Китаї править династія Мін. Значними державами Індостану є Імперія Великих Моголів, Біджапурський султанат, Віджаянагара. В Японії триває період Муроматі.
Триває підкорення Америки європейцями. На завойованих землях ацтеків існує віцекоролівство Нова Іспанія, на колишніх землях інків — Нова Кастилія.

## Події

### В Україні
- Старий Самбір отримав Магдебурзьке право.
- Заснований Сухостав (Гусятинський район).

### У світі
- 6 жовтня за наказом турецького султана Сулеймана I Пишного був страчений його син — Шехзаде Мустафа.
- Війська Шмалькальденської ліги завдали поразки силам маркграфа Бранденбурзького Альбрехта, але зазнали великих втрат. Мориць Саксонський отримав смертельну рану.
- 9 липня 16-річну англійську леді Джейн Грей проголошено королевою Англії.
- 19 липня, всього після дев'яти днів перебування як монарха Англії 16-річна леді Джейн Грей була позбавлена влади і заарештована. Новою королевою Англії стала її кузина Мері, законна спадкоємниця престолу після смерті короля Едуарда VI.
- В Англії зміщено протестантських єпископів і замінено на католицьких.
- Англійський мореплавець Річард Ченслор добрався до Архангельса, а звідти до Москви.
- У кальвіністській Женеві спалено як єретика лікаря Мігеля Сервета.
- Добудовано зовнішні мури Пекіна.
- Мапуче на чолі з Лаутаро розбили іспанських конкістадорів і стратили Педро де Вальдивію.

## Народились
Докладніше: Народилися 1553 року
- 14 травня — Маргарита де Валуа

## Померли
Докладніше: Померли 1553 року
- 9 квітня — у Парижі у віці 59 років помер французький письменник-гуманіст Франсуа Рабле.
- 16 жовтня — у Веймарі у віці 81 року помер німецький живописець і графік Лукас Кранах Старший, один із видатних представників мистецтва XVI століття, придворний художник курфюрста Саксонського.
- 27 жовтня — за вказівкою Жана Кальвіна у Женеві (Швейцарія) звинувачений у єресі та спалений Мігель Сервет, видатний іспанський мислитель і лікар.